# Кучумовщина
 Кучумовщина  — опустевшая деревня в Кирово-Чепецком районе Кировской области в составе Пасеговского сельского поселения.

## География
Расположена на расстоянии примерно 10 км на юго-запад по прямой от центра поселения села Пасегово.

## История
Была известна с 1719 года как починок Бздюлевской с населением 12 душ мужского пола, в 1764 67 жителей. В 1873 году в починке дворов 14 и жителей 117, в 1905 (Бздюлевский или Кочумовское) 23 и 143, в 1926 (уже Кучумовская) 30 и 127, в 1950 20 и 78. Настоящее название утвердилось с 1950 года.

## Население
Постоянное население не было учтено как в 2002 году, так и в 2010.